# La Chorrera
La Chorrera – miasto położone w Panamie przy Autostradzie Panamerykańskiej, 32 km od stolicy państwa i ok. 7 km od wybrzeża Pacyfiku. Stolica prowincji Panama Zachodnia. Ludność: 62 803 (2010). Rozwinął się w nim przemysł spożywczy. Dzięki gorącemu klimatowi tropikalnemu, uzyskuje się tam wysokie plony ananasów, ryżu, kawy, pomarańczy, manioka jadalnego, fasoli i trzciny cukrowej. 
La Chorrera jest siedzibą takich klubów sportowych, jak San Francisco FC oraz Independiente La Chorrera.